# Joik

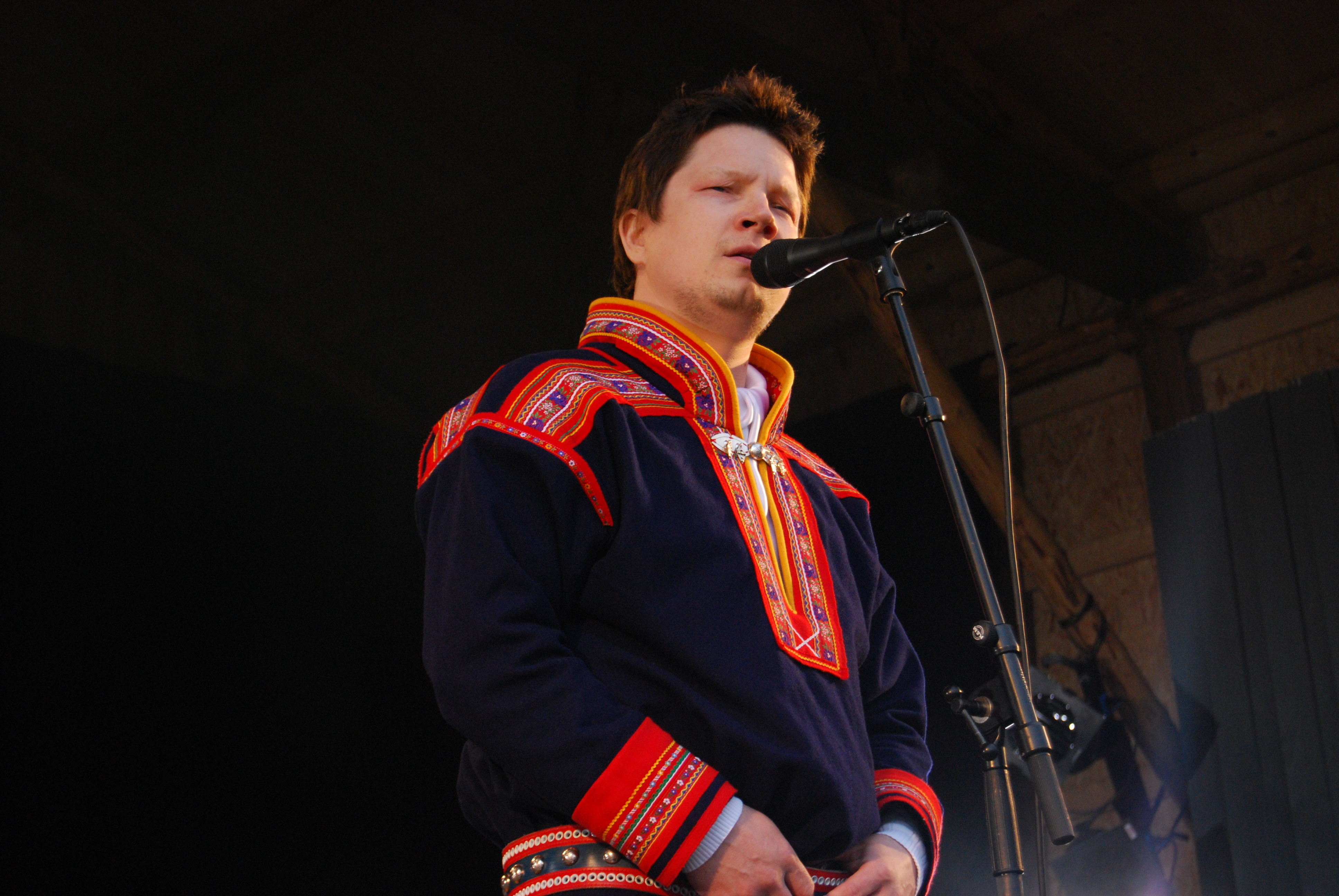
Niko Valkeapää interpretând joik la un festival din Norvegia

Joik (numit uneori yoik, luohti, vuolle sau juoiggus) este o veche formă de muzică vocală a poporului sami, care aparține de genul liric. În mare parte constă din improvizații.
În zilele noastre, joikul, a cărui rădăcini pot fi găsite în epoca de piatră, este mai puțin folosit în societatea sami, exceptând bineînțeles concertele. Motivele sunt multiple, unul fiind politica de asimiliare a samilor în societatea norvegiană modernă. În anii 1950 joikula a fost interzis în școlile din Norvegia, muzica aceasta fiind asociată cu șamanismul sami și cu rituale precreștine.

## Tipuri
- joikul ritual
- joikul povestitor
- joikul personificat (joik despre persoane, despre natură, despre locuri, despre animale).

Pentru a înțelege joikul trebuie înțeles raportul dintre sami și natură. Nu se cântă un joik „despre” ceva ci acel „ceva” este însuși acel joik, se încearcă crearea acelui „ceva” prin joik. Joikul nu are sfârșit, el putând continua la infinit. Melodiile nu sunt cântate cu cuvinte, ci se folosesc gesturi, ritmuri etc.
Cu ocazia Jocurilor Olimpice de iarnă din 1994 de la Lillehammer, Norvegia, Nils Aslak Valkeapää a „cântat” un joik la ceremonia de deschidere.
Unii artiști contemporani norvegieni, precum Mari Boine (care este de etnie sami) sau formația Transjoik, folosesc joikul în combinație cu instrumente muzicale moderne.
Formația finlandeză de folk metal Sháman a introdus la sfârșitul anilor 1990 ceea ce unii numesc „yoik metal”, atrăgând atenția fanilor muzicii metal asupra muzicii sami. Vocalistul lor a interpretat joik pentru formația finlandeză de folk metal Finntroll.